# Frank Michael Zeidler
Frank Michael Zeidler (* 22. März 1952 in Leipzig) ist ein deutscher Maler und Zeichner.
Er lebt und arbeitet als freischaffender Künstler in Potsdam.

## Biografie
Frank Michael Zeidler wurde am 22. März 1952 in Leipzig geboren und ist in Ulm an der Donau aufgewachsen. Er besuchte das Kepler-Gymnasium und legte dort 1972 das Abitur ab.
Als Berufswunsch zur Zeit des Abiturs gab er noch Schauspielerei an und spielte in freien Gruppen, nach Bundeswehr und Zivildienst wurde er als Rettungssanitäter ausgebildet und arbeitete fünf Jahre lang im Notfallrettungsdienst.
Parallel begann er sein erstes Studium an der Eberhard-Karls-Universität in Tübingen und studierte Germanistik und Philosophie. 1978 bewarb er sich an der Hochschule für bildende Künste, HdK Berlin für das Fach freie Malerei und Grafik und studierte bei den Professoren Marwan Kassab-Bachi, Kuno Gonschior und Martin Engelman. 1982 schloss er das Studium als Meisterschüler bei Martin Engelman ab und begann 1992 eine interdisziplinäre Zusammenarbeit mit dem Komponisten André Werner.
Im Jahr 2000 gründete Zeidler zusammen mit Hubertus von der Goltz das Kunsthaus Potsdam und initiierte 2002 den Kunstverein Kunsthaus Potsdam. Von 2000 bis 2016 war Frank Michael Zeidler Vorsitzender des Deutschen Künstlerbundes und wurde 2016 zum Ehrenvorsitzenden ernannt. Er ist seit 2010 Vorsitzender der Berufsgruppe I (Bildende Künstler) des Verwaltungsrates der VG Bild-Kunst und Vorstandsmitglied (Member of the board) der Stiftung Kunstfonds.

## Preise und Auszeichnungen
- 1979: Erster Preis der Neuen Darmstädter Sezession
- 1989: Kunstpreis Berlin, Förderungspreis Bildende Kunst der Akademie der Künste Berlin
- 1992: Erster Preis der Bundes Baudirektion und Realisation „Sechs Tafeln“ für die Repräsentationsräume der Deutschen Botschaft in Helsinki, Finnland
- 2000: Förderpreis der Ilse-Augustin-Stiftung, Berlin
- 2004: Erster Preis und Realisation zur Gestaltung des „Grossen Saales“ Schloss Heemstede, Utrecht, Holland
- 2018: Verdienstorden der Bundesrepublik Deutschland[4]

## Sammlungen (Auswahl)
- Sammlung Kunst für den Bund, Bonn
- Ministerium des Inneren, Bayern, München
- Auswärtiges Amt, Bonn
- Deutsche Botschaft Helsinki, Finnland
- Deutsche Botschaft Kathmandu, Nepal
- Deutsche Botschaft Manila, Philippinen
- Deutsche Botschaft Peking, China
- Kunstsammlung Stadt Darmstadt
- Kunstsammlung Stadt Chemnitz
- Kunstsammlung Museum Morsbroich, Leverkusen
- Albrecht Dürer Gesellschaft, Nürnberg
- Kupferstichkabinett, Berlin
- Berlinische Galerie, Grafische Sammlung, Berlin
- Sammlung Barmenia, Wupperthal
- Sammlung Fritz Becht, Diepenheim, Niederlande
- Sammlung E.ON, Düsseldorf
- Sammlung Ensing, Houten, Niederlande
- Sammlung KPMG, Berlin
- Sammlung Ostdeutscher Sparkassenverband, Frankfurt/Oder
- Sammlung Oberwelland, Storck, Halle Westfalen
- Sammlung Olbricht, Essen
- Sammlung Peat Marwick, Frankfurt
- Sammlung Pohlenz, Offenbach
- Sammlung Ruhr-Gas
- Sammlung Ströher, Darmstadt
- Sammlung Veba, Essen
- Sammlung Wella, Darmstadt
- Sammlung WCN, Utrecht, Niederlande

u.v.m.

## Einzelausstellungen (Auswahl)
- seit 1997 zahlreiche Gruppen und Einzelausstellungen im In- und Ausland.

## Film- und Theater-Produktionen
- 2001 „Stanzen A/D 1“, Berlin, Videoprojekt mit André Werner
- 2004 “Eigenheim”, Berlin, Videoprojekt mit André Werner
- 2008 „Lavinia A.“, Oper, Theater Osnabrück, Gestaltung des Bühnenraumes und Produktion der Videofilme
- 2008 “Schüsseln”,Filmproduktion, Überzeichnete Videosequenzen
- 2008 „Blond Eckbert“, Judith Weir, Oper, Berliner Kammeroper, Gestaltung des Bühnenraumes und Produktion der Videofilme

## Bibliografie (Auswahl)
- Frank Michael Zeidler, Gemaltes und Gezeichnetes, Einzelgänger und Paare, Kunstverein Siegen 2019, ISBN 978-3-944157-39-9
- Galerie Parterre, Zeichnung der Gegenwart, Arbeitsheft XX, Berlin 2018, (B), ISBN 978-3-943244-36-6
- Frank Michael Zeidler, Das Frühstück, Dion, Griechenland 2014, ISBN 978-3-7375-8463-0
- Frank Michael Zeidler, Das verlorene Bild, Eine Aufforderung zur Reflexion über Künstlernachlässe, modo Verlag, Freiburg 2016, ISBN 978-3-86833-194-3
- Kunst zwischen Atelier und Museum, Basis Künstlerarchiv, Stiftung Kunstfonds, Bonn 2015, ISBN 978-3-903004-16-0
- Frank Michael Zeidler, Das Grünbeige des Morgens, Potsdam 2014, ISBN 978-3-7375-8462-3
- Frank Michael Zeidler, Der Museumsbesuch, Potsdam 2013, ISBN 978-3-7375-8454-8
- Thomas Huber, Frank Michael Zeidler, Paare..Paare, Potsdam 2012, ISBN 978-3-940021-54-0
- Dirk Steimann, Frank Michael Zeidler, Schwarzweisse, Berlin/Essen 2006, ISBN 3-934226-08-6
- Frans Jeursen, Frank Michael Zeidler, Gelblinge, Art-Print Publishers, Essen 2005, ISBN 3-931326-46-2
- Markus Krause, Nach der Natur, Zwischenspiel III, Landesmuseum für Moderne Kunst, Berlinische Galerie, Berlin 2002, ISBN 3-927873-81-0
- minimal – concept, Zeichenhafte Sprachen im Raum, Akademie der Künste, Berlin 2001, ISBN 90-5705-153-2
- Frank Michael Zeidler, Bilder des RatlosArt-Print Publishers, Essen 1999, ISBN 3-931326-23-3
- Hiltrud Ebert, Frank Michael Zeidler, Zeichnungen, Verlag der Kunst Dresden, Amsterdam, G+BFine Arts Verlag GmbH, Berlin 1998, ISBN 90-5705-110-9
- Hermann Wiesler, Bilderleben: Texte zur modernen Kunst; Bilder und Künstler 1967–1992, Wienand Verlag Köln 1992, ISBN 3-87909-283-4
- Hermann Wiesler, Frank M Zeidler, Sechs Tafeln, Helsinki-Berlin 1993, Galerie Heimeshoff Essen 1993, ISBN 3-928417-39-8
- Freiherr Wichmann von Schweinebraden, Frank M Zeidler Zeichnungen, Kunstagentur Melchior, Kassel 1995
- Christian Schneegass, André Werner: Frank M Zeidler, Klang-Bild-Architektur, 5/VII Akademie der Künste, Berlin 1992, ISBN 3-88331-968-6
- Hermann Wiesler, Abstrakte Malerei 1945 bis heute in BerlinGalerie Heimeshoff Essen 1992, ISBN 3-928417-25-8
- Kunstpreis Berlin, 1990, Akademie der Künste, Berlin 1992
- Hermann Wiesler, Frank M Zeidler, Arbeiten 1986–1989, Hochschule der Künste Berlin 1990, ISBN 3-924206-02-3
- Altarbild, Geist und Körper, Guardini Stiftung-Museum für Deutsche Geschichte, Verlag Katholisches Bibelwerk GmbH, Stuttgart, ISBN 3-460-32941-6
- Christian Schneegass, Frank M Zeidler, Zeichnungen und Bilder 1989–1991, Wilhelmshaven-Ulm 1991
- Hermann Wiesler, Frank M Zeidler, Bilder und Gouachen, Galerie Heimeshoff Essen 1989
- Frank M Zeidler, Ansprache an die Landschaft, Halter Press, Utrecht 1989
- Heinz Thiel, Frank M Zeidler, Farblos Liegende 1986–1988, Hannover-Berlin 1988
- Frank M Zeidler, Zwölf Stationen aus dem Leben des Gottlieb Wühler, Tyslander Press, Berlin 1987
- Hermann Wiesler, Bortfeldt-Schackwitz-Zeidler, Bilder und Objekte, Karl Hofer Gesellschaft, Berlin 1982